# Шуцешть (комуна)
Шуцешть, Шуцешті (рум. Șuțești) — комуна у повіті Бреїла в Румунії. До складу комуни входять такі села (дані про населення за 2002 рік):
- Міхаїл-Когелнічану (408 осіб)
- Шуцешть (4390 осіб)

Комуна розташована на відстані 137 км на північний схід від Бухареста, 41 км на захід від Бреїли, 51 км на південний захід від Галаца.

## Населення
За даними перепису населення 2002 року у комуні проживали 4798 осіб.
Національний склад населення комуни:
| Національність | Кількість осіб | Відсоток |
| -------------- | -------------- | -------- |
| румуни         | 4019           | 83,8%    |
| цигани         | 768            | 16,0%    |
| турки          | 11             | 0,2%     |

Рідною мовою назвали:
| Мова      | Кількість осіб | Відсоток |
| --------- | -------------- | -------- |
| румунська | 4759           | 99,2%    |
| угорська  | 21             | 0,4%     |
| циганська | 18             | 0,4%     |

Склад населення комуни за віросповіданням:
| Релігія     | Кількість осіб | Відсоток |
| ----------- | -------------- | -------- |
| православні | 4793           | 99,9%    |
| баптисти    | 2              | < 0,1%   |
| бретрени    | 2              | < 0,1%   |
| реформати   | 1              | < 0,1%   |